# منتخب رواندا لكرة القدم
منتخب رواندا لكرة القدم ملقب بالدبابير وهو المنتخب الوطني في رواندا ويديره اتحاد رواندا لكرة القدم . لم يسبق له التأهل إلى بطولة كأس العالم بينما شارك في بطولة كأس الأمم الأفريقية الوحيدة في 2004 .

## وصلات خارجية
- قائمة بيانات المنتخب من الموقع الرسمي للفيفا باللغة العربية